# Павленко, Сергей Григорьевич
Сергей Григорьевич Павленко (род. 21 мая 1956, Ватутино) — украинский политик. Народный депутат 3-го и 6-го созыва Верховной рады Украины, член фракции «Блок Литвина» (с 11.2007). Член Трудовой партии Украины; председатель Трудовой партии Украины от 4 октября 2008 года.

## Биография
Образование: Киевский технологический институт пищевой промышленности (1983), инженер-механик пищевых производств.
В 1974-76 гг. — служба в армии. В 1977-83 гг. — машинист конвейера; слушатель подготовительного отд., студент Киев. технол. института пищевой пром. В 1983-86 гг. — инженер, м.н.с. Украинского НИИ спиртовой и ликеро-водочной промышленности. В 1986-92 гг. работал на инженерных должностях в г. Ватутино.
С 1992 — коммерческий директор, директор МП «Орими ойл»; заместитель директора ООО «Данаприс»; финансовый директор СП АОЗТ «Даленс»; заместитель директора, директор ООО «Реал-групп»; заместитель председателя Центра развития украинского законодательства. Был руководителем представительства на Украине «АС Нелгилин».
Орден «За заслуги» III степени и II степени (2011).

## Депутатская деятельность
Народный депутат Украины 3-го созыва в 03.1998-04.2002 от ПЗУ, № 12 в списке. Кроме того 03.1998 — кандидат в народные депутаты Украины по выб. окр. № 195 Черкасской области — явка 78,0 %, 1,3 %, 10 место из 16 прет. На время выборов: директор ООО «Реал-групп», член ПЗУ. Член Комитета по вопросам аграрной политики и земельных отношений (с 07.1998), член фракции ПЗУ (с 05.1998).
В 04.2002 — кандидат в народные депутаты от ПЗУ, № 19 в списке. 12.2002 — кандидат в народные депутаты Украины, выб. окр. № 82 Запорожской области, самовыдвижение. 0,05 %, 24 из 32 прет. На время выборов: заместитель председателя общественной организации «Центр развития украинского законодательства».
Депутат Киевского облсовета (04.2006-07).
Народный депутат Украины 6-го созыва с ноября 2007 от Блока Литвина, № 13 в списке на время выборов начальник отдела ООО «Институт инвестиционной стратегии регионального развития», член ТПУ. Заместитель председателя Комитета по вопросам финансов и банковской деятельности (с 12.2007), член Специальной контрольной комиссии ВР Украины по вопросам приватизации (с 12.2007).